# Richard Mořic Belcredi
Richard Mořic Belcredi (28. února 1926 Líšeň – 20. prosince 2015 Prostějov) byl český potomek šlechtického rodu Belcredi, pracovník rádia Svobodná Evropa a v letech 1994–1999 velvyslanec České republiky ve Švýcarsku.

## Životopis
Narodil se 28. února 1926 v Líšni, která je dnes součástí Brna. Byl čtvrtý, poslední potomek a třetí syn Karla Jiřího Belcrediho a Theresie Kálnoky de Köröspatak.
Dětství prožil na zámku v Lišni. V roce 1943 musel opustit gymnázium v Brně. Po válce se přihlásil na Právnickou fakultu Masarykovy univerzity, ze které byl v lednu 1949 vyloučen. Rodiče s jeho nejmladším bratrem Egbertem odešli do exilu již v květnu 1948. Po upozornění přítele, že bude zatčen, emigroval přes Lanžhot v květnu 1949 do Rakouska. Jeho starší bratr Ludvík Hugo Belcredi v Československu zůstal a skončil v pracovním táboře. Přes Vídeň se dostal do Innsbrucku do utečeneckého tábora, ze kterého odešel do jižní Francie. Bydlel v Cannes a Nice, kde pracoval v lahůdkářském obchodě. Posléze v Paříži započal studium práv. Z Paříže přešel na nově otevíranou Univerzitu Svobodné Evropy (Kolej Svobodné Evropy) ve Štrasburku. Zde začal studovat politické vědy. Od roku 1953 pracoval v rádiu Svobodná Evropa a zde působil až do odchodu do penze v roce 1983. Z rádia odešel po manželčině smrti. Od roku 1979 byl jednatelem katolické organizace Opus Bonum ve Frankfurtu nad Mohanem, kterou založili břevnovský opat Anastáz Opasek a Vladimír Neuwirth. Po Sametové revoluci se vrátil do Československa a zažádal o restituci majetku, v nichž mu byl vrácen zámek v Brodku u Prostějova, 700 hektarů lesa a 800 hektarů polí. Brodek vlastnil strýc z matčiny strany Gustav Kálnoky (1892–1979), který v 70. letech 20. století uvedl v závěti Richarda jako svého dědice. V letech 1994 až 1998 byl velvyslancem České republiky ve Švýcarsku. Za svoje postoje a službu státu byl v roce 1998 vyznamenán Řádem Tomáše Garrigua Masaryka. Byl rytířem Vojenského a špitálního řádu sv. Lazara Jeruzalémského.
Zemřel v neděli 20. prosince 2015 v Prostějově. Zádušní mše svatá proběhla v Brodku u Prostějova 2. ledna 2016, vlastní pohřeb se konal 9. ledna 2016 v městysu Alland v Dolních Rakousích asi 20 km od Vídně.

## Rodina
Oženil se 5. června 1952 v Traunkirchenu s princeznou Mabile Rohan-Guémenée (2. října 1924 Sychrově – 22. ledna 1982 Mnichov), která byla třetí dcerou Alaina Rohana, posledního soukromého majitele zámku Sychrov, a Margarethy z Schönburg-Hartensteinu. Seznámili se v Paříži. Měli spolu dva syny:
- Richard Alain (* 8. květen 1953 Mnichov), bankovní ředitel,[12] který se v Hinterthalu 3. října 1982 oženil s Beatrix Nicolaiou Spitzy (* 11. únor 1952 Buenos Aires) jejich potomci:
  - Alexander Alain Richard (* 10. květen 1984 Vídeň)
  - Margherita Mabile (* 6. duben 1987 Vídeň)
  - Richard Karl (* 28. červen 1991 Vídeň)
- Alain Alexander (* 30. říjen 1957 Mnichov), který se oženil 21. června 1988 v Mnichově s Petrou Rattenbergerovou (* 2. listopad 1960), jejich potomci:
  - Marie Therese Lilian (* 8. září 1988 Mnichov)
  - Sophie Isabelle (* 22. srpen 1990 Mnichov)